# Paralacydes flavigena
Paralacydes flavigena är en fjärilsart som beskrevs av De Joannis 1928. Paralacydes flavigena ingår i släktet Paralacydes och familjen björnspinnare. Inga underarter finns listade i Catalogue of Life.